# El Contadero, Guanajuato
El Contadero är en ort i Mexiko.   Den ligger i kommunen San Felipe och delstaten Guanajuato, i den centrala delen av landet, 300 km nordväst om huvudstaden Mexico City. El Contadero ligger 2 237 meter över havet och antalet invånare är 112.
Terrängen runt El Contadero är huvudsakligen kuperad, men norrut är den platt. Runt El Contadero är det ganska tätbefolkat, med 160 invånare per kvadratkilometer. Närmaste större samhälle är San Francisco, 19,2 km sydväst om El Contadero. I omgivningarna runt El Contadero växer huvudsakligen savannskog.